# Symplocos martinicensis
Symplocos martinicensis là một loài thực vật có hoa trong họ Dung. Loài này được Jacq. miêu tả khoa học đầu tiên năm 1760.